# Araeopteron microlyta
Araeopteron microlyta là một loài bướm đêm trong họ Erebidae.